# 25670 Densley
25670 Densley este un asteroid din centura principală de asteroizi.

## Descriere
25670 Densley este un asteroid din centura principală de asteroizi. A fost descoperit pe 4 ianuarie 2000 la Socorro, New Mexico, în cadrul proiectului LINEAR. Asteroidul prezintă o orbită caracterizată de o semiaxă mare de 2,93 ua, o excentricitate de 0,07 și o înclinație de 3,4° în raport cu ecliptica.